# Cal Garbat
Cal Garbat és una fàbrica de Vilassar de Dalt (Maresme) protegida com a bé cultural d'interès local.

## Descripció
Construcció industrial pertanyent al sector tèxtil, que existeix des del 1854. L'actual edifici porta, sobre la porta principal, la data "1902". Està formada per quatre grans naus de planta rectangulars unides pels extrems, formant un conjunt de planta quadrada amb pati central. Tres de les naus, tenen una planta baixa i dos pisos; l'altra només en té un.
Els murs estan arrebossats i pintats de blanc, amb finestrals amples i arcs escarsers.
Al costat de la fàbrica, al carrer Llibertat hi ha una sèrie de cases, de cos més antic (1850) que l'actual conjunt de Cal Garbat, que formen part del projecte industrial originari. Entre ells hi ha Can Fil, a l'eixida de la qual es conserva l'única gran xemeneia vilassarenca que es comunica, per sota del terra de la casa, amb l'antiga caldera de vapor de la fàbrica.

## Història
El nom "Cal Garbat" és un aplicació del malnom popular del seu fundador, Jaume Vives i Bonamusa. Des del 1854, fou fàbrica tèxtil, i encara ara l'edifici és ocupat per diverses indústries.